# Yuka Ōnishi
Yuka Ōnishi (jap. 大西 結花, Ōnishi Yuka; * 6. Juli 1968 in Toyonaka, Präfektur Osaka) ist eine japanische Schauspielerin, Sängerin und ein Idol der 1980er Jahre.

## Leben
Nachdem Ōnishi die Junior High School abgeschlossen hatte, zog sie nach Tokio. Dort gab sie 1984 ihr Debüt in dem Fernsehdrama Familiendiner, das auf NTV lief. 1985 spielte sie dann eine Rolle in dem Drama Familiendschungel. Ihr Debüt als Sängerin gab sie 1985 auf dem Yokohama Music Festival mit dem Titel Arabesque Romanesque. 1986 wurde Ōnishi auf dem Yokohama Film Festival neben Noriko Hayami als beste junge Schauspielerin geehrt für ihre Leistung in dem Film Taifu kurabu.
Durch ihre Rolle in der dritten Staffel der Fernsehserie Sukeban Deka im Jahr 1987 und in den nachfolgenden Filmen Sukeban Deka – Der Film und Sukeban Deka – Die Kazama-Schwestern schlagen zurück erlangte sie Bekanntheit über ihre Heimat hinaus.
Ōnishi veröffentlichte auch mehrere Fotobücher. Seit September 2012 ist die Schauspielerin und Sängerin verheiratet.

## Diskografie

### Studioalben
- 1986: Abunai Tightrope
- 1987: Take a Chance – Summer Bright
- 1988: Le reve
- 1988: Peppermint Mocha
- 1989: Bridge
- 1989: Resistance
- 1991: One Way Call
- 2002: Reshipi ("recipe", Mini-Album)

### Kompilationen
- 1987: Shadow Hunter – Yuka Collection
- 1987: Shadow Hunter – Yuka File #1 (mit neuen Liedern)
- 1987: Greetings From the Big West – Yuka File #2 (Mini-Album mit neuen Liedern)
- 1988: Memory – Onishi Yuka Best
- 1988: Summer Concert ’88 Le reve de l’ete (live)
- 1989: Best of Best
- 2004: Golden Best

### Singles
- 1985: Arabesque Romanesque
- 1985: Hankoki
- 1985: Yasashikute Kanashikute
- 1986: Abunai Tightrope
- 1987: Shadow Hunter
- 1987: Chance wa Ichido dake
- 1987: Kanashimi no Shangrila
- 1988: Mimosa no Kiseki
- 1988: Nagisa Toori no Discotech
- 1988: Tulip no Tsubomi
- 1989: Suki ni shite…
- 1989: Midnight TV
- 1991: Gozen Niji no SA-YO-NA-RA
- 1993: Hoshizora no Shita de
- 1998: Fly Away

## Filmografie
- 1985: Typhoon Club (Taifū kurabu)
- 1986: Sukeban Deka III
- 1987: Sukeban Deka
- 1987: Sukeban Deka – Der Film
- 1987: Sukeban Deka III: Shōjo ninpō-chō denki: san-shimai mottomo kiken na tabi: yattsu no shi no wana
- 1988: Sukeban Deka – Die Kazama-Schwestern schlagen zurück (Sukeban Deka: Kazama san-shimai no gyakushū)
- 1989: Dai Chūshingura
- 1989: Dōtei monogatari 4
- 1990: Yonimo kimyō na monogatari
- 1994: Muma
- 1995: Nemureru bijo
- 1996: Kunoichi ninpō-chō: Ninja tsukikage-shō
- 2004: Gojira: Final Wars
- 2009: Keitai kareshi